# Милийский язык
Милийский язык, также известный как Ликийский Б а ранее — как Ликийский 2, является одним из древних анатолийских языков. Ранее считался диалектом ликийского, позднее статус был пересмотрен, и сейчас считается отдельным языком.

## Памятники
Засвидетельствован двумя надписями: одна из 45 слогов на Стеле Ксанфа (en:Xanthian Obelisk), и вторая, короче, из саркофага в Антифеллосе. Надпись Ксанфа выполнена в стихах, где каждая строфа отмечена знаком «угловая скобка».

## Фонетика
Фонетика милийского языка довольно архаична по сравнению с ликийским: так, он сохраняет праиндоевропейский *s, который в аналогичных позициях в ликийском превратился в h (что отразилось, например, в окончании им.п.мн.ч. -z).